# 론 데니스

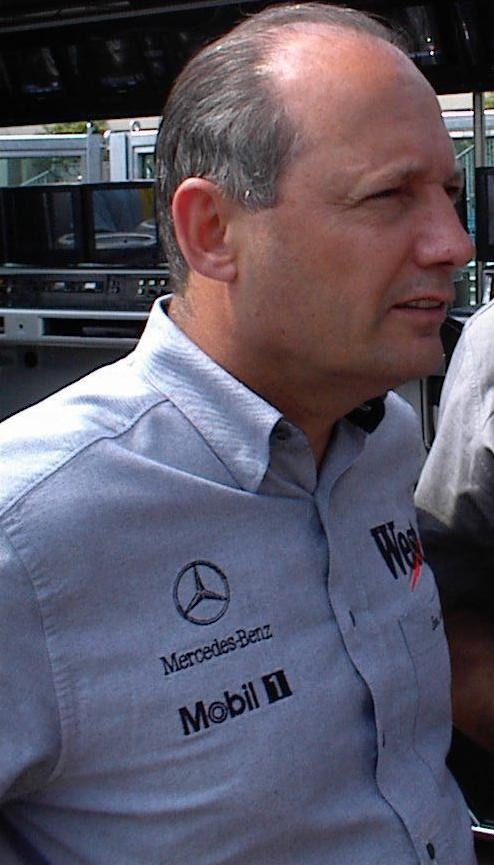
론 데니스 (2000년)

론 데니스(Ronald "Ron" Dennis, CBE, 1947년 6월 1일 ~ )는 영국의 기업가로, F1 레이싱팀 맥라렌과 스포츠카 제조업체 맥라렌 오토모티브가 속한 맥라렌 그룹의 회장 겸 CEO이다.
1980년대부터 론 데니스는 레이스에 참여하고 피트 월에서 팀 작전과 전략을 지휘하는 맥라렌 포뮬러 1 팀의 단장이 되었다. 그리고 2008 시즌을 끝으로 마틴 휘트마시에게 단장의 권한을 넘겨주었다. 론 데니스는 단장을 지냈던 시절 前 FIA 회장 맥스 모슬리(Max Mosley)를 무척 싫어했던 것으로 알려져 있다.
그는 9천만 파운드의 재산으로 선데이 타임즈 지의 2006년 기준 부자 순위에서 648위를 기록했다.

## 어린 시절
서리주 워킹 (서리주)|에서 태어나고 자란 론 데니스는 16살에 학교를 떠나서 웨이브리지(쓰이지 않는 브룩랜즈 서킷 근처)에 있는 톰슨 & 테일러의 유명한 개러지에서 도제 미케닉으로서 일을 시작했다. 이 개러지가 칩스테드 모터 그룹의 자회사가 되었을 때, 데니스는 이 사업의 또다른 계열인, 레이싱 카를 만드는 쿠퍼 카 회사로 옮겼다.
1965년여 열 여덟 살이 되었을 때, 데니스는 쿠퍼 포뮬러 1 팀의 미케닉이 되어(당시 레이싱 미케닉 대부분이 그보다 10살은 더 먹었을 때였다. 데니스의 의욕과 열망은 출발부터 유명했다), 요헨 린트 (Jochen Rindt)의 차량에 대한 일을 했다. 3년 뒤에 이 오스트리아 드라이버가 브라밤 팀으로 옮길 때, 그는 이 젊은 영국인을 데리고 갔다. 린트가 브라밤 팀에 머문 기간은 비교적 짧았지만, 그가 1969년에 로터스로 떠났을 때 데니스는 브라밤에 남았다. 이 시기에 데니스는 포뮬러 1 차량 유지에 대해 더욱 철두철미한 조건을 이 스포츠에 들여온 것으로 유명했다. 대부분 미케닉들이 전통적이 작업장 조건에서 일을 하고 있을 때, 데니스는 한 점 티끌도 없는 깨끗함을 주장했으며, 레이스가 끝난 뒤마다 그가 맡은 차량은 보통 작업 환경보다는 수술실에 가까운 조건에서 분해되었다.
잭 브라밤이 1971년에 은퇴했을 때 데니스와 동료 미케닉 닐 트런들 (Neil Trundle)은 자신들의 팀을 시작하기로 결정했다. 1972년에 그의 고향에 론델 레이싱 (Rondel Racing)이 설립되었고 1970년대 중반에 이 팀은 유럽 전역에 걸쳐서 포뮬러 1 지원 카테고리에서 적절한 성공을 즐겼다.
론델은 커스토머 팀보다는 좀 더 큰 야망을 가지고 있었고, 데니스는 론델 F2 차량에 투자할 후원자(모튤)를 찾아 냈다. 이 차량은 그들의 이름을 얻었다. 1974년에 레이 제솝 (Ray Jessop)이 설계한 F1 차량이 계획되었지만, 에너지 위기가 레이싱에 심각한 영향을 주었고 이 차량은 다른 사람의 손으로 완성되어 토큰 (Token), 그리고 나중에는 샤피르 (Safir) 팀에서 레이스를 했다.
데니스는 말보로의 후원으로 특별한 재능은 없었던 에쿠아도르 드라이버들을 위해 성공적이지는 못했던 F2 팀을 세웠고 그 뒤에 접었다. 1975년에 데니스는 프로젝트 3 (Project Three) 팀을 세웠고 그의 차량들은 다시 한번 레이스 우승을 차지했고, 1970년에 후반에는 프로젝트 4 (Project Four)를 세웠다. 이 팀은 포뮬러 2와 포뮬러 3에서 성공을 거두었고, 1979년과 1980년에 말보로의 후원으로 타이틀을 차지했다.
1980년에 이 거대 담배회사는 데니스의 프로젝트 4와 맥라렌 포뮬러 1 컨스트럭터를 합병(더 정확하게는 역 인수)해서 궁극적으로는 34년 된 팀을 합병된 팀의 완전한 통제 아래에 놓이게 할 맥라렌 인터내셔널 (McLaren International)로 만드는 계획을 세웠다. 데니스의 트럼프 카드는 획기적인 새로운 탄소 섬유 복합소재로 MP4/1 새시를 만드는 작업을 시작했던 디자이너 존 바나드(John Barnard)를 (프로젝트 4에서) 고용하는 것이었다. "MP4"란 이름은 원래는 '말보로 프로젝트 4'를 뜻하는 것이었다(MP4/1 설계는 이미 합병 전에 완료되었다). 1997년에 타이틀 스폰서가 바뀐 뒤에도 같은 약칭이 유지되었으며, "M"은 이제는 맥라렌을 뜻한다.

## 맥라렌 구축
1980년에 팀은 단 한 차례도 그랑프리 우승을 하지 못했으며, 컨스트럭터 타이틀에서는 존 왓슨과 알랭 프로스트의 활동에도 불구하고 하위권인 7위를 기록하고 마감했다. 데니스는 일찍이 이 젊은 프랑스인의 잠재력을 알고 있었지만 그가 1981년에 르노 팀으로 옮겨가는 것을 막지는 못했다. 1981년에 맥라렌은 실버스톤에서 왓슨이 레이스 우승을 기록했다. 1981년은 또한 많은 다른 팀들이 존 바나드의 획기적인 새시를 복제하는 데에 어려움을 겪었으며 그 해 말에 데니스는 윌리엄스의 후원자인 만수르 오제(Mansour Ojjeh)에게 접근하여 강력한 기반을 구축하는 일을 계속 했다. 그는 이 사우디의 사업가에게 단지 맥라렌의 스폰서가 되는 것만이 아니라 팀의 파트너가 되어, 포르쉐에게 투자하여 오제의 테끄니끄 다방 가르드 (Techniques d'Avant Garde, TAG) 이름을 붙인 터보 차지 엔진을 만들도록 설득했다.
데니스는 이제 스타 드라이버들을 끌어 들일 만한 적절한 상황이 되었다고 생각했으며, 그래서 그는 니키 라우다에게 접근했다. 이 오스트리아인은 세 시즌 전에 은퇴했지만 데니스는 33살 된 그를 설득해서 포뮬러 1으로 끌어들였고, 1982년 남아프리카 공화국 그랑프리에서 이 더블 월드 챔피언은 존 왓슨과 함께 시즌을 시작했다. 그 해 말까지 두 드라이버들은 두 차례 우승을 거두었으며, 1983년은 왓슨의 미국 그랑프리 우승으로 더욱 성공적인 출발을 했다.
그 해에 더 이상 우승이 따르지는 않았지만, 9월 이탈리아 그랑프리 때까지 만수르 오제의 엔진이 준비되었으며 맥라렌-포드는 맥라렌-TAG로 바뀌었다. 그의 초기 투자에 대한 확신으로 오제는 맥라렌의 주요 투자자가 되었으며 주식의 70%를 갖게 되었다. 그 해 말에 르노에서 레이스 우승을 거둔 알랭 프로스트가 왓슨을 대체하여 맥라렌과 계약을 맺었으며 대단한 경력을 가진 니키 라우다의 편에서는 1984년 타이틀 도전을 위한 모든 준비가 갖추어졌다.
단 4년 말에 데니스는 맥라렌을 평범한 팀에서 정상급 팀으로 올려 놓았으며 1984년에 그의 작업은 16 레이스 중에 12 차례 우승을 차지하고 드라이버와 컨스트럭터 타이틀을 차지한 것으로 그 보답을 받았다. 라우다는 단 0.5 포인트 차이로 프로스트를 이기고 타이틀을 차지했으며 두 드라이버들은 모두 3위를 기록한 엘리오 데 안젤리스(Elio de Angelis)보다 두 배가 넘는 포인트를 기록했다. 이듬해에 상황은 반전되어 프로스트가 라우다를 이기고 드라이버 타이틀을 거머쥐었으며 맥라렌은 2위 페라리와 8 포인트 차이로 시즌을 마감했지만, 격차는 좁혀졌고 1986년에 데니스의 맥라렌 팀은 착실한 프로스트가 드라이버 왕관을 다시금 차지했음에도 윌리엄스에게 패배했다.
1987년에 자동차 회사의 관여가 늘어나는 상황에서 TAG 엔진은 더 이상 경쟁력이 없다는 것이 명확해졌고, 따라서 데니스는 당시 라이벌 윌리엄스에게 엔진을 공급하던 혼다에게 접근했다. 교통 사고로 팀 단장인 프랭크 윌리엄스(Frank Williams)가 활동 불능 상태가 되었고, 그가 일본인 드라이버를 영입하고 싶어하지 않았기 때문에, 혼다는 공급선을 맥라렌 팀으로 바꾸었다. 데니스는 브라질인 아이르통 세나(Ayrton Senna)를 더블 월드 챔피언 알랭 프로스트의 파트너로 계약함으로써 더욱 힘을 얻었다.
1988년에 맥라렌은 1984년보다도 더욱 압도적이었으며, 16 레이스 중에 15 레이스에서 우승하고 적수가 없는 양대 타이틀 석권을 기록했지만, 그 뒤에는 데니스의 정치적 전술이 가장 주요했다. 프로스트와 다혈질이지만 천재적인 세나가 파트너를 이룬 것은 틀림 없이 역사상 최고의 2인조였지만, 언제나 그 대가는 충돌이었고, 데니스는 두 드라이버를 노련하게 레이싱에 집중하도록 다루었지만, 지속되는 못했다.
1989년 중반에 데니스조차도 이 적대적인 두 드라이버들을 통제할 힘이 없다는 것이 명확해 졌으며, 일본 그랑프리에서 논란에 휩싸인 충돌 사고 뒤에, 타이틀은 프로스트에게 넘어갔다. 이 프랑스인은 팀을 떠나서 페라리로 갔고 다음 시즌에 그 자리는 게르하르트 베르거(Gerhard Berger)에게 넘어갔다.

## 1990년대
1990년대를 시작하면서 맥라렌은 이 스포츠를 계속 압도해 나갔으며 아이르통 세나는 1990년과 1991년에 연속 타이틀을 차지했으며 장래가 기대되는 신인 미카 하키넨(Mika Häkkinen)을 1992년 말에 테스트 드라이버로 채용했지만, 1992년에 윌리엄스는 다시 한번 우세를 차지했다. 맥라렌은 7년 동안 타이틀 우승을 기록하지 못했다. 대신에 1993년에는 혼다 엔진을 잃었고 데니스는 경쟁력 있는 엔진 공급을 놓고 포드 그리고 워크스 파트너인 베네통과 입씨름을 벌여야 했다. BBC는 1993년 시즌에 대하여 《A Season With McLaren》이라는 다큐멘터리 시리즈를 만들었다. 1994년에 푸조와 가졌던 비참한 파트너십은 데니스를 4년 만에 네 번째 엔진 파트너를 찾아나서게 만들었지만, 1995년에 그는 메르세데스와 합의에 이르렀고 이 관계는 지금까지 지속되고 있다. 메르세데스와 처음 몇 시즌 동안의 관계는 어려웠는데, 새로운 엔진에 그저 그런 새시, 그리고 1995년에 나이절 만셀을 끌어들인 이상한 선택들에 따라서 피할 수 없었던, 아귀가 잘 맞지 않았던 문제점들이 있었다 - 데니스는 공개적으로 그는 만셀을 이해하지 못했으며 또한 그는 절대로 이해할 수 없는 드라이버는 쓰지 않는다고 말했다. (마크 브런델(Mark Blundell)을 대신했던) 만셀은 1995년 초에는 차량과 체격이 맞지도 않았으며 개선된 새시가 만들어졌음에도 만셀의 기량은 성공적이지 못했다. 하키넨은 서서히 팀의 리더십을 차지했지만 1995년 시즌 말에 충돌로 심각한 머리 부상을 당했으며, 하지만 이때부터 그의 운은 완벽하게 회복되었다.
1990년대 중반에 데니스는 다시 한번 그의 팀을 이 스포츠를 지배하는 방향으로 끌고 나갔으며, 1996년에 그는 윌리엄스의 스타 디자이너인 에이드리언 뉴이를 맥라렌의 기술 이사로 끌어들이기 위해 접근했다. 뉴이는 이에 동의했으며 1998년에 맥라렌은 하키넨과 함께 다시 한번 드라이버와 컨스트럭터 타이틀을 차지했다. 1999년에는 두 번째 드라이버 타이틀을 차지했지만 페라리가 컨스트럭터의 영광을 차지했으며, 이는 다음 5년 동안에 올 일들의 징조였다.

## 2000년대
2000년에 데니스는 대영 제국 훈장 3등급(CBE)을 받았다.
2001년에 데니스는 재규어의 바비 라할이 에이드리언 뉴이를 맥라렌으로부터 끌어가려고 했을 때 위기에 직면했다. 어떻게 데니스가 뉴이가 맥라렌에 계속 남아 있도록 설득했는지에 대한 자세한 내용은 극히 모호하지만 언론에서 주장한 소문에 따르면 이 디자이너에게 레이싱 요트 일을 하도록 허용하는 조건을 제시했다고 한다. 같은 해에 팀 리더 미카 하키넨은 이 스포츠에서 떠나겠다고 발표했다. 더블 월드 챔피언 스타를 잃은 상황에서 데니스는 핀란드인 키미 라이코넨과 계약했다. 이 계약은 그에 대한 관심을 비밀로 하고 있던 페라리의 보스 장 토드(Jean Todt)의 코앞에서 이루어졌다.
2004년에 형편없는 한 해를 보내고 2005년에 데니스는 이 스포츠의 정상권에 다시 올라갔다. 지난 여러 해 중에 가장 강력한 기량을 만들어냈음에도 불구하고, 맥라렌은 르노 F1 팀에게 간발의 차이로 패배했다. 여기에 더해서, 뉴이가 팀을 떠나서 2006년부터 레드불 레이싱에 합류하기로 발표했다. 데니스가 2007년을 위하여 월드 챔피언 페르난도 알론소, 그리고 페라리의 스폰서 보다폰과 계약했음에도 보는 이들에게는 맥라렌이 오랜 기간 가졌던 경쟁력을 유지할 수 있을지에 대한 의문을 갖게 했다. 그리고 그 의문은 2006년에 단 한 차례도 레이스 우승을 거두지 못한 것으로 현실화되었다.
2007년에 들어서 론 데니스와 만수르 오제는 바레인의 한 투자 회사에 지분의 절반씩을 팔았다. 하지만 론 데니스는 그룹에서 자신의 직위를 그대로 유지하고 있다.

## "론스피크"
"론스피크(Ronspeak)"는 맥라렌 팀 보스인 론 데니스가 쓰는 말의 스타일을 두고 만들어진 신조어이다. F1 패독에서는 쓸데없이 복잡하고 종종 도통 알 수 없는 단어로 이루어진 말을 상징하는 유명한 구절이 되었다. 데니스는 F1 저널리스트들의 까다로운 질문에 대하여 과도하게 비즈니스적이며 신중한 대답을 하는 것으로 유명하다. 이는 1980년경부터 시작되었는데, 이 시기는 스폰서십이 이 스포츠에서 더욱 중요한 비중을 차지하기 시작할 때였으며, 모터 레이싱 커뮤니티에서는 그의 이름을 대신할 정도로 잘 알려지게 되었다.
이 말은 잡지 《F1 Racing》에서 자주 쓰였다.

## 서훈
- 2000년 대영 제국 훈장 3등급(CBE) 수훈[1]